# Masacre de la Plaza Bulnes
La masacre de la Plaza Bulnes ocurrió en la ciudad de Santiago, Chile, el 28 de enero de 1946, durante el gobierno de Juan Antonio Ríos (había delegado el poder, pero seguía vivo), mientras ejercía el mando de la nación como vicepresidente Alfredo Duhalde.

## La masacre

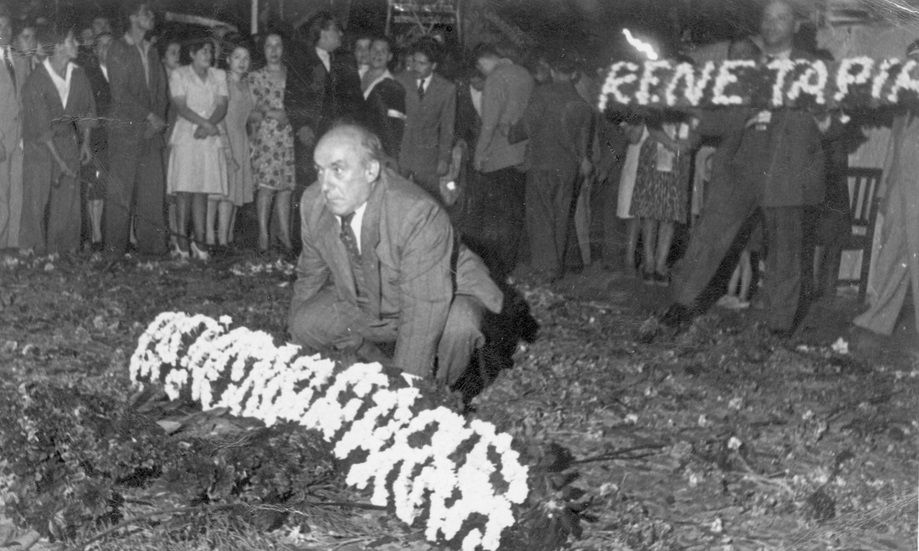
Elías Lafertte deposita ofrenda por las víctimas de incidentes en Plaza Bulnes.

El presidente de la República de ese entonces, Juan Antonio Ríos, renunció el 17 de enero de 1946 a favor de su Ministro del Interior Alfredo Duhalde Vásquez producto de un avanzado cáncer que meses después lo llevaría a la muerte. En ese instante mientras en La Moneda se producía el traspaso de mando, los trabajadores de las Oficinas Salitreras Mapocho y Humberstone, demandaban a la Cosatan y van a paro porque la compañía les había subido los precios en las pulperías.
El recién nombrado vicepresidente apoyó a la compañía y pasó a segundo plano las demandas de los obreros. El gobernante interino habló con Mariano Bustos, Ministro del Trabajo en ejercicio, para anular la personalidad jurídica de los sindicatos de aquellos obreros, cosa que se hizo el 22 de enero de ese año. Al ver que los planes de los senadores comunistas Elías Lafferte y Pablo Neruda habían fracasado, la CTCH convocó para el 28 de enero de ese año un mitin de solidaridad para ayudar a los obreros.
El 28 de enero se reunieron en la plaza Bulnes tras una marcha de varios sindicatos desde la Plaza Artesanos, donde se movilizaron miles de obreros, entre estos también se reunieron trabajadores de empresas. Sin embargo, en Santiago la mayoría de las comisarías se acuartelaron y un insólito despliegue de Carabineros llegó a la plaza, bajo las órdenes de un oficial apellidado Rebolledo, produciéndose balaceras que mataron a seis personas y dejaron heridas a varias otras.
Tras esto, el Partido Comunista de Chile se alejó del gobierno (habían votado por Ríos) y el ministro Eduardo Frei Montalva, que había asumido la cartera de Obras Públicas en la presidencia anterior, renunció a su cargo en repudio a la situación. Otros ministros renunciaron igualmente, ocasionándose una crisis en el gabinete que finalmente Alfredo Duhalde pudo controlar.

## Lista de víctimas de la masacre de la Plaza Bulnes
Las seis víctimas fatales fueron:
- Chávez Villalobos, Filomeno.
- Gutiérrez Álvarez, Alejandro.
- Lisboa Caldera, Roberto Adolfo.
- López López, Manuel.
- Parra Alarcón, Ramona, joven obrera comunista que se transformó en un ícono de las víctimas de esta masacre.
- Tapia, César René